# Unidad (Letonia)
Unidad  (Letón: Vienotība), es un partido político de letón de centroderecha. En la actualidad forma parte de la coalición en el gobierno. 

## Resultados electorales
| Año   | Votos        | %      | Resultado | +/- | Gobierno  |
| ----- | ------------ | ------ | --------- | --- | --------- |
| 2010  | 301.429 (#1) | 31,22% | 33/100    | 15a | Coalición |
| 2011  | 172.567 (#3) | 18,83% | 20/100    | 13  | Coalición |
| 2014  | 199.535 (#2) | 21,87% | 23/100    | 3   | Coalición |
| 2018b | 56.542 (#7)  | 6,69%  | 8/100     | 15  | Coalición |

a Respecto al resultado del Partido de la Nueva Era en 2006.
b Como parte de la coalición Nueva Unidad.
- Datos: Q992046